# Alfabetisering (onderwijs)

Twee vrouwen in Tunesië krijgen schrijfles, 1964

Alfabetisering is het terugdringen van laaggeletterdheid binnen een bevolkingsgroep. Strikt genomen betekent dit dat men probeert zo veel mogelijk mensen te leren lezen en eventueel schrijven, maar ook het leren rekenen (gecijferdheid) en het gebruik van bijvoorbeeld smartphone, tablet of computer vallen onder het begrip alfabetisering. 

## Prevalentie
In het jaar 2023, in Nederland hebben ongeveer 2,5 miljoen mensen moeite met lezen, schrijven of het gebruik van een smartphone of computer. In 1994 en 2008 waren dat nog 1,5 miljoen mensen. Over de jaren heen staat dat voor 10% van de volwassen Nederlandse bevolking. In 2022 had in België naar schatting 1 op de 10 volwassenen moeite met lezen of schrijven. De mate van alfabetisering wordt weergegeven met een alfabetiseringsgraad.

## Aanpak
Alfabetisering kan worden aangepakt door het organiseren van cursussen op lokaal niveau. In kleine klasjes wordt door bevoegde docenten hulp geboden om eerst de leesvaardigheid te vergroten. Vaak worden deze cursussen georganiseerd door gemeenten in samenwerking met lokale bibliotheken. Voor de jaren 2020-2024 stelde de Nederlandse overheid extra geld beschikbaar voor gemeenten om hulp aan laaggeletterden te bieden.
Hulp bij het verbeteren van de computervaardigheden kan zowel individueel als klassikaal plaatsvinden, evenals leren omgaan met een smartphone of tablet. Het gaat dan om basisvaardigheden zoals het typen van een brief, het sturen of openen van een e-mail en het surfen op internet.
De taak mensen te motiveren deel te nemen aan dergelijke cursussen ligt bij de maatschappelijk dienstverlener. Soms is het echter niet alleen een kwestie van niet willen, maar ook niet kunnen.